# Eusébio
Eusébio da Silva Ferreira, conocido en el ámbito deportivo como Eusébio (Lourenço Marques, 25 de enero de 1942-Lisboa, 5 de enero de 2014), fue un futbolista portugués de origen mozambiqueño. Considerado por la FIFA uno de los mejores jugadores europeos del siglo XX y uno de los grandes delanteros de la historia del fútbol, fue uno de los mayores iconos de este deporte en Portugal. Ocupa el noveno puesto en la lista de los 50 mejores jugadores del siglo XX según la IFFHS.
Era conocido por su velocidad, técnica, atletismo y su feroz tiro con la derecha, lo que lo convertía en un prolífico goleador.
Obtuvo el Balón de Oro al mejor jugador de Europa en 1965, y fue segundo lugar en 1962 y 1966. Ganó la Bota de Oro al máximo goleador en 1968 y 1973. Fue el líder y conductor tanto del club SL Benfica que ganó la Copa de Europa en 1962 como de la selección portuguesa que ocupó el 3.er lugar en la Copa del Mundo de 1966, torneo donde fue el máximo goleador.
Es el máximo goleador de todos los tiempos del Benfica con 473 goles en 440 partidos oficiales. Allí, sus honores incluyen once títulos de Primeira Liga, 5 Copas de Portugal y una Copa de Europa, y también fue parte integral para alcanzar finales de Copa de Europa adicionales en 1963, 1965 y 1968. Es el segundo máximo goleador, por detrás de Alfredo Di Stéfano, en la era preChampions League de la Copa de Europa con 48 goles. Fue el máximo goleador de la Copa de Europa en 1964–65, 1965–66 y 1967–68. También ganó el Balón de Plata para el máximo goleador de la Primeira Liga un récord de siete veces.
Apodado la Pantera Negra, se le considera una leyenda del fútbol portugués, y el más grande futbolista del siglo XX en ese país según la IFFHS y la prensa especializada. Formó parte de la lista de los 50 mejores jugadores de todos los tiempos de Planète Foot, ocupó el 9 º lugar en la lista de "Los mejores del siglo XX" elaborada por la revista Placar y fue elegido el décimo mejor futbolista del siglo XX en una encuesta realizada por la revista World Soccer. El 4 de marzo de 2004, el brasileño Pelé le incluyó en la lista FIFA 100. Ocupó el séptimo lugar en la encuesta en línea de la Encuesta del Jubileo de Oro de la UEFA. En noviembre de 2003, para celebrar el Jubileo de la UEFA, fue seleccionado como Jugador de Oro de Portugal por la Federación Portuguesa de Fútbol como su jugador más destacado de los últimos 50 años.
La FIFA le describe como un mito y la «figura más famosa del fútbol portugués», en un artículo dedicado en su página web oficial.

## Biografía
Eusébio nació en el barrio de M'afalaga de la ciudad de Lourenço Marques (actualmente Maputo), en la África Oriental Portuguesa, hoy Mozambique, el 25 de enero de 1942. Es hijo de Laurindo António da Silva Ferreira, un trabajador del ferrocarril, nacido en Malanje (África Occidental Portuguesa, actual Angola) y Elisa Anissabeni, natural de Mozambique. Se crio en una sociedad extremadamente pobre, solía saltarse las clases de la escuela para jugar al fútbol descalzo con sus amigos en campos improvisados. Su padre murió de tétanos cuando Eusébio tenía 8 años de edad, por lo que Elisa asumió casi exclusivamente el cuidado del joven Eusébio.

## Trayectoria

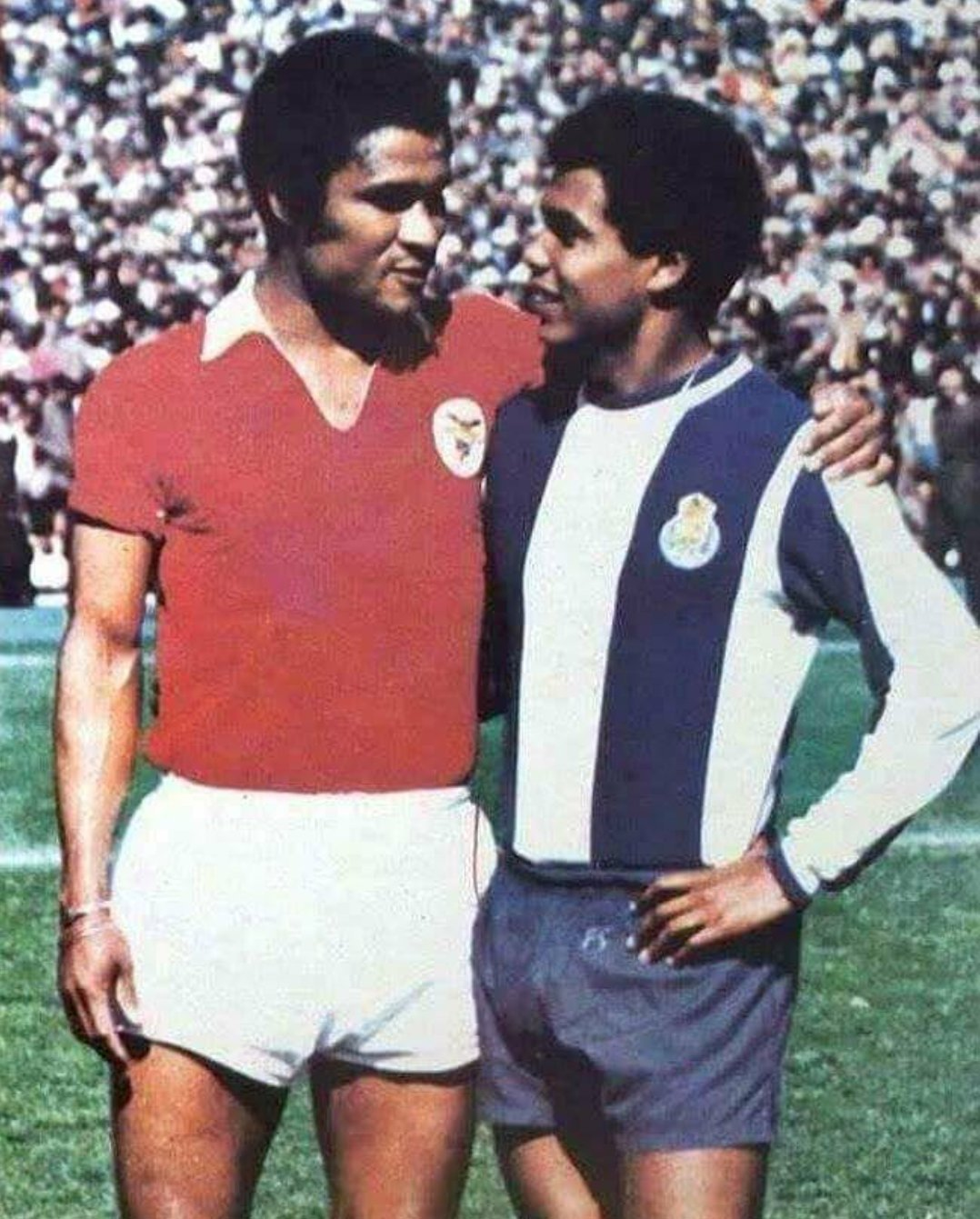
Eusébio y Cubillas en 1974.

Sus primeros pasos los da en el Maxaquene, club de su ciudad natal. En este equipo dio las muestras de su calidad goleadora, al anotar 77 goles en sólo 42 partidos.
A los dieciocho años da el gran salto en su carrera, al firmar con el S. L. Benfica, club con el que lograría los mayores éxitos en su carrera deportiva. Su primer partido no oficial fue ante el Atlético Clube de Portugal, ganando por cuatro goles a dos, donde Eusébio anotó tres dianas. Pero su primer duelo oficial fue el 1 de junio de 1961 en duelo válido por la tercera ronda de la Copa de Portugal ante el Vitória Setúbal, además de anotar un gol en la derrota ante el Vitória.
Y sólo nueve días después, jugaría su primer partido en Primera División ante el Os Belenenses, donde la pantera negra anotaría un tanto (4-0 a favor de las águilas).
Desde ese instante, Eusébio se ha hecho con un puesto en el ataque del Benfica, llegando a realizar 639 goles en 614 partidos de liga, 97 goles en 61 duelos de copa y 57 goles en 64 partidos de competencias europeas. Su poder de fuego quedó demostrado en sus 15 temporadas en el club de Lisboa, llegando a ganar siete veces la Bota de Plata, que acredita al máximo goleador de la Primera División.

## Fallecimiento

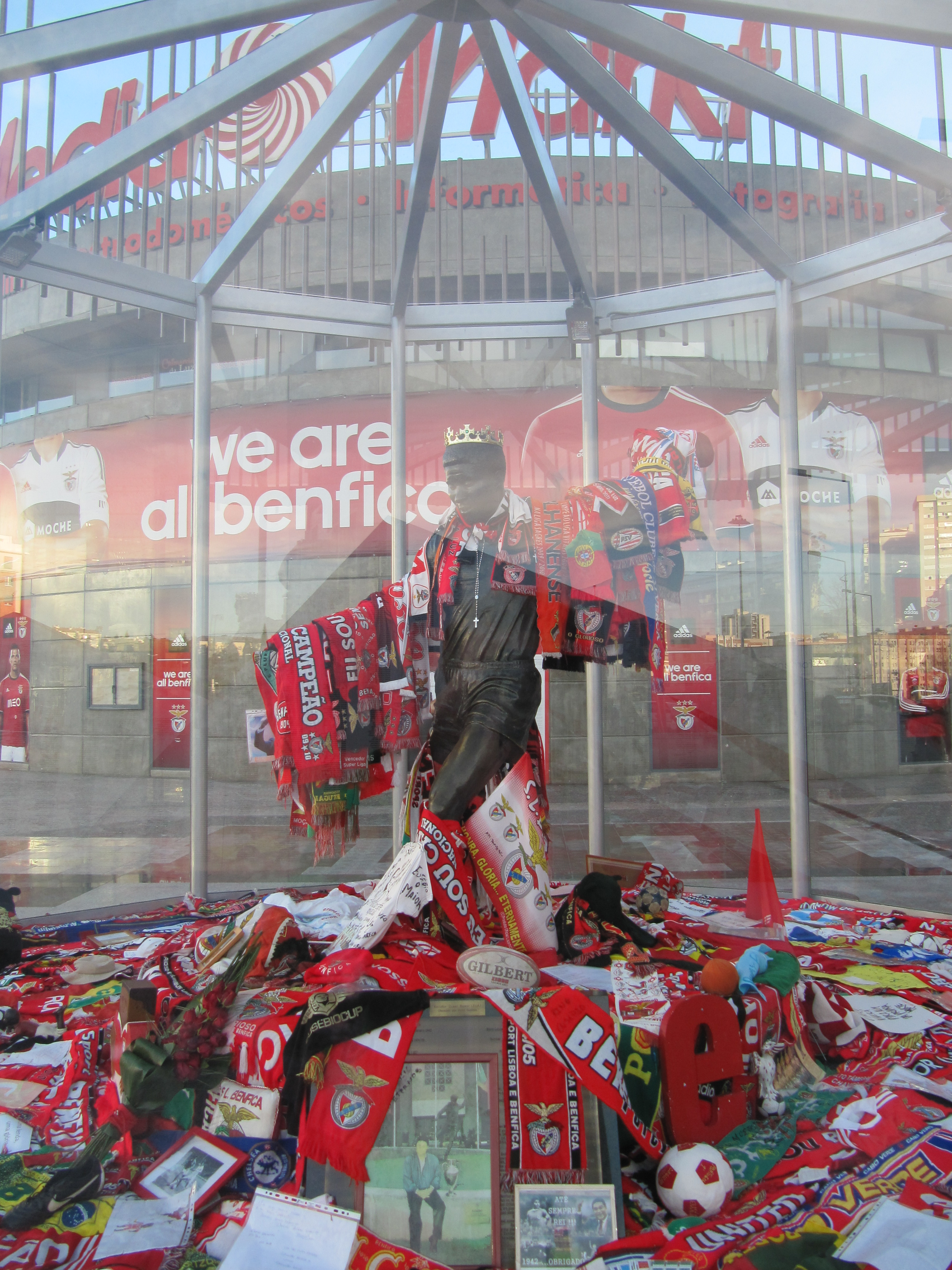
Estatua de Eusébio en el Estádio da Luz.

Sufrió un derrame cerebral en 2012 y murió el domingo 5 de enero de 2014 en la ciudad de Lisboa a los 71 años de edad, por causa de una insuficiencia cardíaca. Después de su fallecimiento, el Gobierno de Portugal declaró tres días de luto.
El cortejo fúnebre se dio en el estádio da Luz ante más de 10 000 espectadores, y fue seguido por diversas personalidades del país.
El Presidente de la República Portuguesa, Aníbal Cavaco Silva y el Primer ministro de Portugal, Pedro Passos Coelho, también hicieron presencia en los actos fúnebres.

### Reacciones
Reconocidas personalidades del mundo deportivo y político rindieron palabras de tributo a Eusébio:

Pelé: «Lamento la muerte de mi hermano Eusébio».
 Franz Beckenbauer: «Murió mi amigo, uno de los más grandes futbolistas».
 Michel Platini: «Se nos fue un grande».
 José Mourinho: «Eusébio es inmortal».
 Joseph Blatter: «El fútbol ha perdido a una leyenda».

El día lunes 13 de enero de 2014, en la gala del FIFA Balón de Oro, el futbolista Cristiano Ronaldo rindió tributo a Eusébio al recordar que «es un mito del fútbol, uno de los mejores jugadores de la historia».
Enterrado inicialmente en el cementerio de Lumiar, el 2 de julio de 2015 en reconocimiento a su legado futbolístico, fue trasladado al Panteón Nacional de Portugal donde descansa desde entonces.

## Participaciones en Copas del Mundo
| Mundial                        | Sede       | Resultado    | Partidos | Goles | Prom. |
| ------------------------------ | ---------- | ------------ | -------- | ----- | ----- |
| Copa Mundial de Fútbol de 1966 | Inglaterra | Tercer lugar | 6        | 9     | 1.50  |

## Estadísticas

### Clubes
| Club                                  | Div.                | Temporada           | Liga  | Liga  | Copas Nacionales(1) | Copas Nacionales(1) | Torneos Internacionales(2) | Torneos Internacionales(2) | Total | Total | Media goleadora(3) |
| Club                                  | Div.                | Temporada           | Part. | Goles | Part.               | Goles               | Part.                      | Goles                      | Part. | Goles | Media goleadora(3) |
| ------------------------------------- | ------------------- | ------------------- | ----- | ----- | ------------------- | ------------------- | -------------------------- | -------------------------- | ----- | ----- | ------------------ |
| C. D. Maxaquene Mozambique            | 1.ª                 | 1957                | 4     | 9     | —                   | —                   | —                          | —                          | 4     | 9     | 2.25               |
| C. D. Maxaquene Mozambique            | 1.ª                 | 1958                | 7     | 11    | —                   | —                   | —                          | —                          | 7     | 11    | 1.57               |
| C. D. Maxaquene Mozambique            | 1.ª                 | 1959                | 11    | 21    | —                   | —                   | —                          | —                          | 11    | 21    | 1.90               |
| C. D. Maxaquene Mozambique            | 1.ª                 | 1960                | 20    | 36    | —                   | —                   | —                          | —                          | 20    | 36    | 1.80               |
| C. D. Maxaquene Mozambique            | Total club          | Total club          | 42    | 77    | 0                   | 0                   | 0                          | 0                          | 42    | 77    | 1.92               |
| S. L. Benfica Portugal                | 1.ª                 | 1960/61             | 1     | 1     | 1                   | 1                   | 0                          | 0                          | 2     | 2     | 1.00               |
| S. L. Benfica Portugal                | 1.ª                 | 1961/62             | 17    | 12    | 7                   | 11                  | 7                          | 6                          | 31    | 29    | 0.94               |
| S. L. Benfica Portugal                | 1.ª                 | 1962/63             | 24    | 23    | 6                   | 8                   | 9                          | 7                          | 39    | 38    | 0.97               |
| S. L. Benfica Portugal                | 1.ª                 | 1963/64             | 19    | 28    | 6                   | 14                  | 3                          | 4                          | 28    | 46    | 1.64               |
| S. L. Benfica Portugal                | 1.ª                 | 1964/65             | 20    | 28    | 7                   | 11                  | 9                          | 9                          | 36    | 48    | 1.33               |
| S. L. Benfica Portugal                | 1.ª                 | 1965/66             | 23    | 25    | 2                   | 5                   | 5                          | 7                          | 30    | 37    | 1.23               |
| S. L. Benfica Portugal                | 1.ª                 | 1966/67             | 26    | 31    | 3                   | 7                   | 4                          | 4                          | 33    | 42    | 1.27               |
| S. L. Benfica Portugal                | 1.ª                 | 1967/68             | 24    | 42    | 2                   | 2                   | 9                          | 6                          | 35    | 50    | 1.43               |
| S. L. Benfica Portugal                | 1.ª                 | 1968/69             | 21    | 10    | 9                   | 18                  | 5                          | 1                          | 35    | 29    | 0.83               |
| S. L. Benfica Portugal                | 1.ª                 | 1969/70             | 22    | 20    | 2                   | 1                   | 4                          | 4                          | 28    | 25    | 0.93               |
| S. L. Benfica Portugal                | 1.ª                 | 1970/71             | 22    | 19    | 7                   | 9                   | 3                          | 7                          | 32    | 35    | 1.09               |
| S. L. Benfica Portugal                | 1.ª                 | 1971/72             | 24    | 18    | 5                   | 8                   | 8                          | 1                          | 37    | 27    | 0.76               |
| S. L. Benfica Portugal                | 1.ª                 | 1972/73             | 28    | 40    | 1                   | 0                   | 4                          | 2                          | 33    | 42    | 1.27               |
| S. L. Benfica Portugal                | 1.ª                 | 1973/74             | 21    | 16    | 3                   | 2                   | 4                          | 1                          | 28    | 19    | 0.68               |
| S. L. Benfica Portugal                | 1.ª                 | 1974/75             | 9     | 2     | 0                   | 0                   | 4                          | 0                          | 13    | 2     | 0.15               |
| S. L. Benfica Portugal                | Total club          | Total club          | 301   | 315   | 61                  | 97                  | 78                         | 59                         | 440   | 473   | 1.07               |
| Boston Minutemen Estados Unidos       | 1.ª                 | 1975                | 7     | 2     | -                   | -                   | -                          | -                          | 7     | 2     | 0.29               |
| Boston Minutemen Estados Unidos       | Total club          | Total club          | 7     | 2     | -                   | -                   | -                          | -                          | 7     | 2     | 0.29               |
| C. F. Monterrey · México              | 1.ª                 | 1976                | 10    | 1     | -                   | -                   | -                          | -                          | 10    | 1     | 0.10               |
| C. F. Monterrey · México              | Total club          | Total club          | 10    | 1     | -                   | -                   | -                          | -                          | 10    | 1     | 0.10               |
| Toronto Blizzard · Canadá             | 1.ª                 | 1976                | 25    | 18    | -                   | -                   | -                          | -                          | 25    | 18    | 0.64               |
| Toronto Blizzard · Canadá             | Total club          | Total club          | 25    | 18    | -                   | -                   | -                          | -                          | 25    | 18    | 0.64               |
| S. C. Beira-Mar Portugal              | 1.ª                 | 1976/77             | 12    | 3     | -                   | -                   | -                          | -                          | 12    | 3     | 0.25               |
| S. C. Beira-Mar Portugal              | Total club          | Total club          | 12    | 3     | -                   | -                   | -                          | -                          | 12    | 3     | 0.25               |
| Las Vegas Quicksilvers Estados Unidos | 1.ª                 | 1977                | 17    | 2     | -                   | -                   | -                          | -                          | 17    | 2     | 0.12               |
| Las Vegas Quicksilvers Estados Unidos | Total club          | Total club          | 17    | 2     | -                   | -                   | -                          | -                          | 17    | 2     | 0.12               |
| União de Tomar Portugal               | 2.ª                 | 1977/78             | 12    | 3     | -                   | -                   | -                          | -                          | 12    | 3     | 0.25               |
| União de Tomar Portugal               | Total club          | Total club          | 12    | 3     | -                   | -                   | -                          | -                          | 12    | 3     | 0.25               |
| New Jersey Americans Estados Unidos   | 1.ª                 | 1978                | 9     | 2     | -                   | -                   | -                          | -                          | 9     | 2     | 0.22               |
| New Jersey Americans Estados Unidos   | Total club          | Total club          | 9     | 2     | -                   | -                   | -                          | -                          | 9     | 2     | 0.22               |
| Buffalo Stallions Estados Unidos      | 1.ª                 | 1979/80             | 5     | 1     | -                   | -                   | -                          | -                          | 5     | 1     | 0.20               |
| Buffalo Stallions Estados Unidos      | Total club          | Total club          | 5     | 1     | -                   | -                   | -                          | -                          | 5     | 1     | 0.22               |
| Total en su carrera                   | Total en su carrera | Total en su carrera | 440   | 424   | 61                  | 97                  | 78                         | 59                         | 579   | 580   | 1.00               |

### Resumen estadístico
|                       | Partidos | Goles | Promedio |
| --------------------- | -------- | ----- | -------- |
| Liga Regional         | 42       | 77    | 1.83     |
| Primera División      | 386      | 344   | 0.89     |
| Segunda División      | 12       | 3     | 0.25     |
| Copas nacionales      | 61       | 97    | 1.59     |
| Copas internacionales | 78       | 59    | 0.76     |
| Selección de Portugal | 64       | 41    | 0.64     |
| TOTAL                 | 643      | 621   | 0.96     |

## Palmarés
| Equipo(s)           | Equipo(s)              | Nacionales | Nacionales | Subtotal | Continentales | Continentales | Mundiales | Subtotal | Total |
| ------------------- | ---------------------- | ---------- | ---------- | -------- | ------------- | ------------- | --------- | -------- | ----- |
| Equipo(s)           | Equipo(s)              | Liga       | Copa       | Subtotal | C1            | C2            | M1        | Subtotal | Total |
| Bandera de Portugal | S. L. Benfica          |            |            | 16       |               | –             | –         | 1        | 17    |
| Bandera de Canadá   | Toronto Metros-Croatia | 76         | –          | 1        | –             | –             | –         | –        | 1     |
| Total               | Total                  | 12         | 5          | 17       | 1             | –             | –         | 1        | 18    |

### Distinciones individuales
| Distinción                                     | Año                                |
| ---------------------------------------------- | ---------------------------------- |
| Máximo goleador de la Primeira Liga            | 1964, 1965, 1966, 1967, 1968, 1970 |
| Máximo goleador de la Copa de Europa           | 1965, 1966, 1968                   |
| Balón de Oro                                   | 1965                               |
| Máximo goleador de la Copa del Mundo           | 1966                               |
| Bota de Oro                                    | 1968, 1973                         |
| Futbolista del año en Portugal                 | 1973                               |
| Futbolista portugués del siglo XX por la IFFHS | 2000                               |
| Incluido en el FIFA 100                        | 2004                               |
| Premio Presidente de la UEFA                   | 2009                               |

### Condecoraciones
| Distinción                                      | Año  |
| ----------------------------------------------- | ---- |
| Gran collar de la Orden del Infante Don Enrique | 1966 |
| Caballero de la Orden del Infante Don Enrique   | 1992 |
| Orden al mérito - Gran collar                   | 2004 |
| Orden del Mérito de la FIFA                     | 1994 |

## Perfil técnico

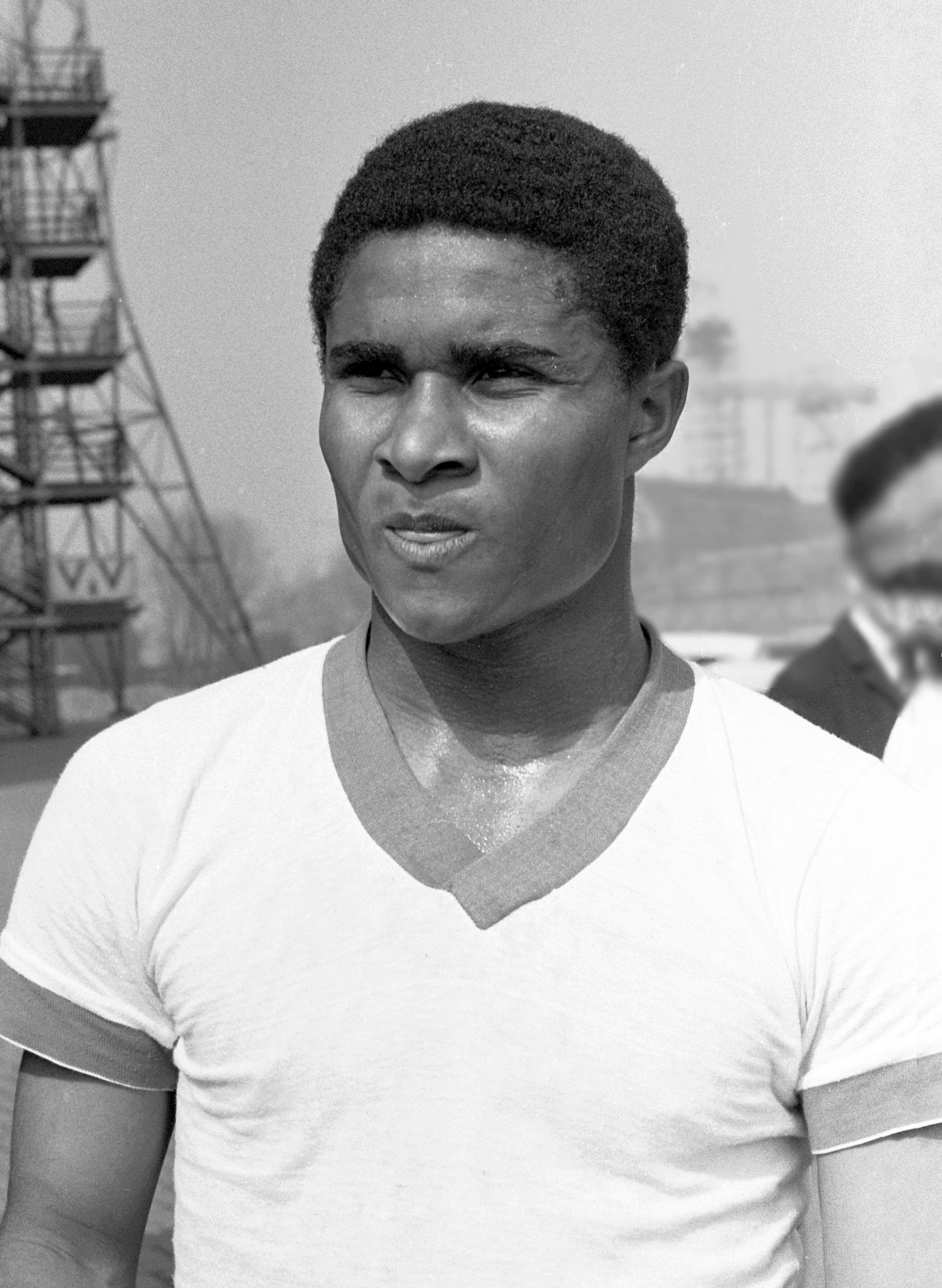
Eusébio durante un entrenamiento para un partido europeo ante el Feyenoord (1963).

La eficacia de la Perla de Mozambique para definir era muy aguda por su notable pegada y su orientación en la cancha, extraordinaria.
La velocidad fue su característica principal, que con su excelente amague en el espacio corto y largo era difícil detenerlo. Gozaba además de una excelente técnica para rematar y una potencia física marcadamente superior a la de los demás futbolistas de la época, manifestada tanto en su fuerza de piernas, gran arrancada y potente disparo como en su resistencia a golpes, patadas y/o lesiones.
Tenía una excelente visión de espacios que le permitían ganarle la espalda a los defensas.
Tras desligarse del Benfica buscó el gol en Estados Unidos, México y Canadá.